# Moss (Noruega)
Moss és un municipi situat al comtat d'Østfold, Noruega. Té 32.182 habitants (2016) i té una superfície de 63 km². El centre administratiu del municipi és el poble homònim. La ciutat de Moss va ser establerta com a municipi l'1 de gener de 1838. El municipi rural de Jeløy es va fusionar amb la ciutat l'1 de juliol de 1943.
El centre administratiu del municipi cobreix les àrees de l'est del municipi, com ara l'illa de Dillingøy al llac Vansjø. Les parts de la ciutat estan situats a la península de Jeløy.

## Informació general

### Nom
La forma en nòrdic antic del nom era Mors. Es pot derivar d'un vell origen de l'arrel que significa "dividir".

### Escut d'armes
L'escut d'armes de Moss és de mitjan segle xx. Se'ls hi va concedir el 2 d'abril de 1954. Moss es va convertir en una ciutat independent el 1786 i va rebre el seu primer segell al mateix any. El segell mostrava una església sota alguns núvols. Per sobre del cercle hi havia un feix romà, el símbol de la llibertat de finals del segle xix. El segell de més endavant, que data del voltant del 1829, mostra la mateixa composició, però ara també amb sis ocells que volen al voltant de l'església.
Quan a la dècada del 1930 la ciutat volia adoptar un escut d'armes, les aus van ser elegits com a possible símbol. Els ocells originals eren probablement coloms, símbol de la pau. L'escut d'armes van ser finalment concedit el 1954 i mostra un corb groc sobre un fons vermell. Va ser dissenyat per Christian Stenersen.

## Història
Les troballes arqueològiques suggereixen que hi va haver assentaments a la zona fa més de 7.000 anys i de forma contínua a través de l'edat de ferro, l'edat dels Vikings, i fins a l'actualitat. Durant l'era dels vikings, el lloc era conegut com a Varna i va ser el lloc d'una cooperativa de vaixells de guerra en poder dels senyors de la guerra locals en nom del rei.

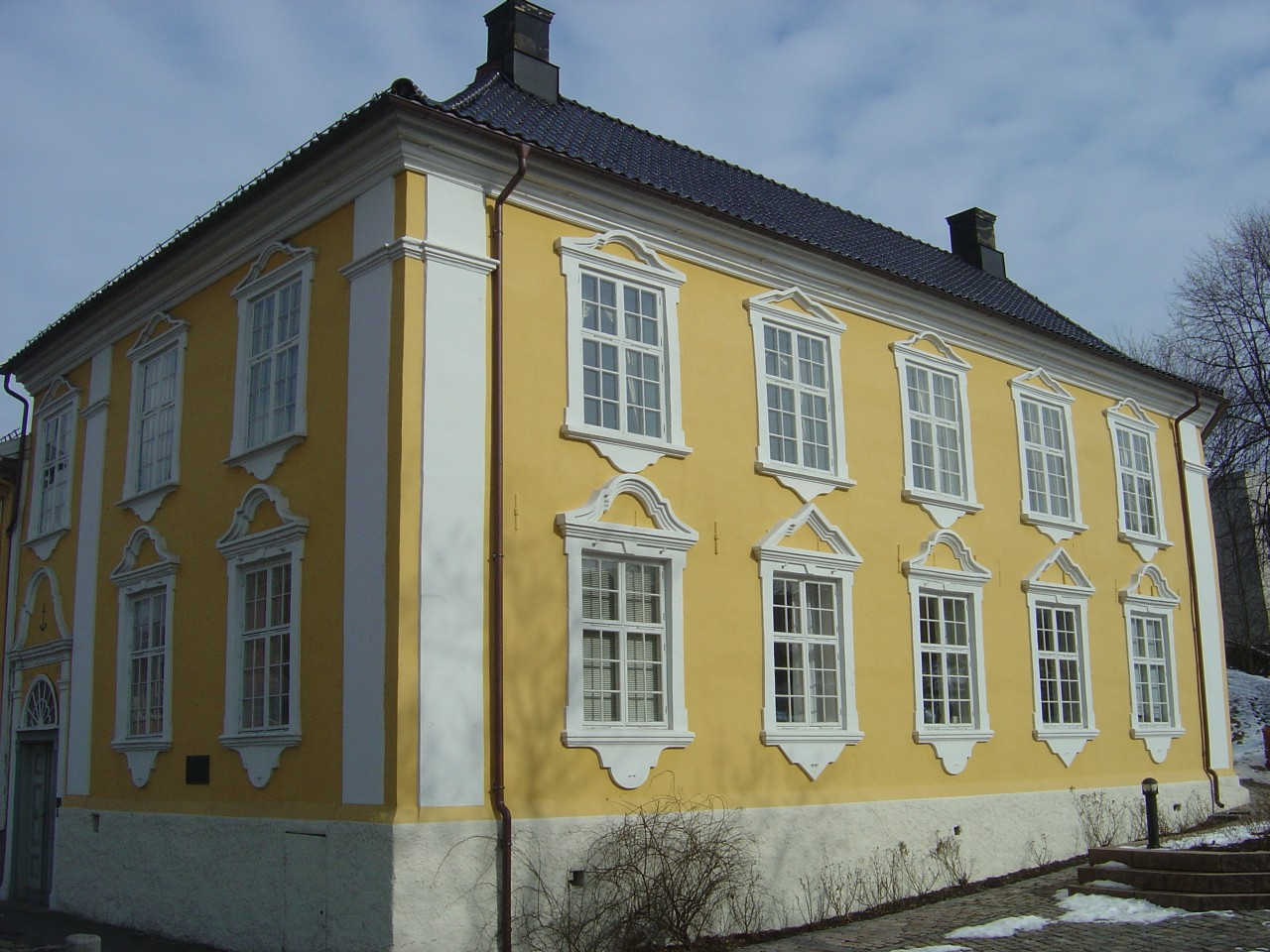
Oficina central de la Siderúrgia de Moss, on es va negociar i signar la Convenció de Moss.

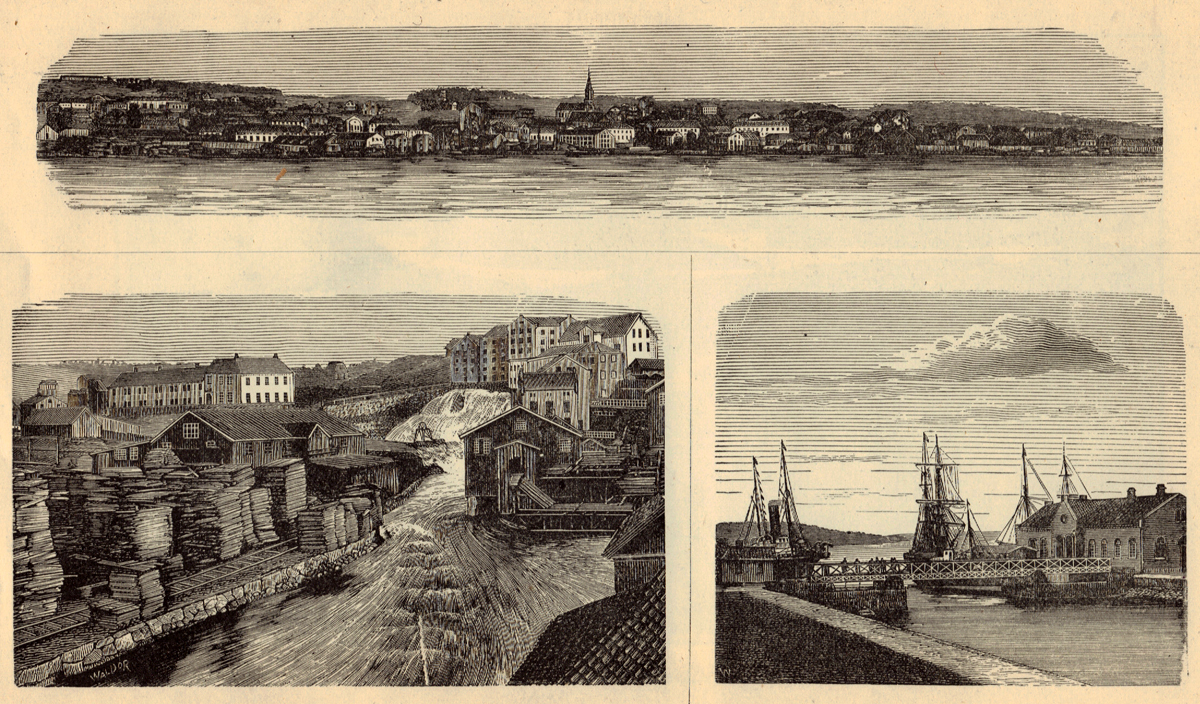
Moss el 1885.

La primera referència literària al nom de Mo(u)ſs(ß) és del cadastre del bisbe Eystein Aslaksson (ANR AM fol. 328) a partir del 1396, i aleshores la ciutat s'havia convertit en un centre comercial amb artesans i fàbriques. Al segle xvi, el port de la ciutat era prou significatiu per a justificar el seu propi funcionari de duanes. Les destil·leries de licors es van convertir en les indústries dominants, i no va ser fins al 1607, després de la Reforma, que la ciutat va tenir la seva pròpia església.
El 1700, Moss s'havia convertit en un centre per al trànsit de vaixells i terra entre Copenhaguen i Cristiania, i el 1704 es va establir Moss Jernverk (Ferratges Moss) just al nord del centre de la ciutat. Al voltant del 1720 va rebre la seva carta de ciutat comerciant. El 1716 hi va haver una important batalla a la plaça de la vila de Moss, en la qual s'enfrontaven les tropes noruegues comandades per Vicent Budde contra les forces sueques, enviades per Carles XII, que volien capturar la fortalesa d'Akershus. El 1767 un resident local va construir un "pavelló de plaer" a prop de la ciutat, que sobreviu com l'hotel Refsnes Gods.
El 1814, Moss es va convertir en el lloc de la signatura de la Convenció de Moss, que efectivament va posar fi al regne Dano-noruec i la guerra sueco-noruega. Això va establir les bases per al desenvolupament econòmic que ha persistit fins als nostres dies.
Al matí del 14 de juliol de 2006, un bòlid va esclatar per sobre de la propera ciutat de Rygge - moments després, diversos meteorits rocosos van caure sobre Moss. Una sèrie de meteorits van ser recuperats pels residents locals i per caçadors de meteorits, que després de l'anàlisi i classificació, van resultar ser un tipus rar de condrita carbonatada.

### L'estàtua femenina
Moss i Virginia Beach als Estats Units són ciutats agermanades. El Divendres Sant 27 de març de 1891, el navegant noruec Dictador, l'origen del qual era Moss, es va perdre en les aigües traïdores del Cementiri de l'Atlàntic. El vaixell havia sortit de Penascola, a Florida, cap a Anglaterra, amb un carregament de fusta de pi de Geòrgia. El vaixell però, va sofrir diversos desperfectes a causa d'una tempesta, i per aquesta raó va decidir tornar a la costa i arreglar els desperfectes. Però, just davant de la costa de Virgínia Beach, es va trobar amb una altra tempesta molt més forta.
Lluitant contra els forts vents i les onades, els equips de salvament de la costa van poder salvar 7 de les 17 persones que hi havia a bord. No obstant això, la dona embarassada del Capità J. M. Jorgensen, Johanne, i el seu fill de 4 anys, Carl estaven entre les persones que es van ofegar.
Uns dies després, es va trobar a la platja una figura decorativa femenina que viatja amb el carregament de fusta. Va ser col·locada en posició vertical davant del mar a prop del passeig marítim en memòria d'aquells que van perdre les seves vides en el naufragi. Va ser un punt de referència allí durant més de 60 anys, però a poc a poc es va anar degradant i erosionat.
El 1962, l'escultor noruec Ørnulf Bast es va encarregar de crear dues rèpliques de bronze de la figura decorativa original de la ciutat de Moss. Les estàtues de l'escultura femenina es van donar a conèixer el 22 de setembre de 1962. Una d'elles va ser regalada a Virginia Beach, i una rèplica exacta va ser erigida a Moss per unir les dues ciutats agermanades. Cada estàtua dona l'aparença d'enfront de l'altra a través de l'oceà Atlàntic.
El 13 d'octubre de 1995, la reina Sònia de Noruega va visitar l'estàtua a Virginia Beach, i va col·locar-hi flors commemoratives.

## Clima
| Dades climàtiques a Moss           | Dades climàtiques a Moss | Dades climàtiques a Moss | Dades climàtiques a Moss | Dades climàtiques a Moss | Dades climàtiques a Moss | Dades climàtiques a Moss | Dades climàtiques a Moss | Dades climàtiques a Moss | Dades climàtiques a Moss | Dades climàtiques a Moss | Dades climàtiques a Moss | Dades climàtiques a Moss | Dades climàtiques a Moss |
| Mes                                | gen                      | febr                     | març                     | abr                      | maig                     | juny                     | jul                      | ag                       | set                      | oct                      | nov                      | des                      | anual                    |
| ---------------------------------- | ------------------------ | ------------------------ | ------------------------ | ------------------------ | ------------------------ | ------------------------ | ------------------------ | ------------------------ | ------------------------ | ------------------------ | ------------------------ | ------------------------ | ------------------------ |
| Mitjana diària °C (°F)             | −3.2 (26.2)              | −3.5 (25.7)              | −0.1 (31.8)              | 4.4 (39.9)               | 10.4 (50.7)              | 14.9 (58.8)              | 16.3 (61.3)              | 15.5 (59.9)              | 11.5 (52.7)              | 7.3 (45.1)               | 1.9 (35.4)               | −1.7 (28.9)              | 6.1 (43)                 |
| Precipitació mitjana mm (polzades) | 58 (2.28)                | 42 (1.65)                | 55 (2.17)                | 43 (1.69)                | 58 (2.28)                | 62 (2.44)                | 71 (2.8)                 | 87 (3.43)                | 91 (3.58)                | 103 (4.06)               | 84 (3.31)                | 60 (2.36)                | 814 (32.05)              |
| Mitjana de dies de precipitació    | 10                       | 7                        | 9                        | 8                        | 9                        | 9                        | 9                        | 10                       | 10                       | 12                       | 11                       | 9                        | 113                      |
| Font: Weatherbase                  |                          |                          |                          |                          |                          |                          |                          |                          |                          |                          |                          |                          |                          |

La temperatura mínima absoluta és de -25.8 °C i es va donar el 16 de febrer de 1970. La temperatura màxima absoluta és de 32.8 °C i es va donar el 3 d'agost de 1982.

## Indústria
La ciutat és coneguda per les fàbriques de paper, així com pel treball dels metalls. Moss s'esmenta des del Renaixement i va ser el lloc de la signatura de la Convenció de Moss el 1814, en què es va solidificar la unió amb Suècia. La seu del productor de tèxtils Helly Hansen es trobava a Moss fins al 2009. El fabricant de targetes magnètiques hoteleres internacionals, Trio Ving, també té la seu aquí.

## Transports
Moss és servida per l'Aeroport de Moss-Rygge, que es troba al municipi veí de Rygge. Es va obrir com un aeroport civil el 2007 i és servit majoritàriament per companyies aèries de baix cost, en particular Ryanair. El ferrocarril la línia d'Østfold va a través de Moss, amb parada a l'estació de Moss. Aquest ferrocarril té connexió amb Oslo. Moss es connecta a través del fiord d'Oslo, cap a Horten a través de la línia de ferri Moss-Horten. També hi ha línies d'autobús cap a l'Aeroport d'Oslo-Gardermoen, Göteborg, Copenhaguen, a més de les línies d'autobusos locals. El port de Moss és un dels 3 millors ports de contenidors més actius de Noruega.

## Ciutats agermanades
Moss manté una relació d'agermanament amb les següents localitats:
- Aguacatán, Guatemala.
- Blönduós, Islàndia.
- Horsens, Dinamarca.
- Karlstad, Suècia.
- Nokia, Finlàndia.
- Nóvgorod, Rússia.
- Virginia Beach, Virgínia, Estats Units d'Amèrica.